# SELAF – sezona 2006.
Southeastern European League of American Football je svoje prvo izdanje imala 2006. godine. Sudjelovalo je pet klubova iz Slovenije i Srbije, a prvakom je postala momčad Kragujevac Wild Boars.

## Sudionici
- Ljubljana Silverhawks - Ljubljana
- Belgrade Vukovi - Beograd
- Kragujevac Wild Boars - Kragujevac
- Novi Sad Dukes - Novi Sad
- Sirmium Legionaries - Srijemska Mitrovica

## Ljestvica
| mj | klub                  | ut | pob | por | poen+ | poen- |
| -- | --------------------- | -- | --- | --- | ----- | ----- |
| 1. | Kragujevac Wild Boars | 8  | 6   | 2   | 147   | 44    |
| 2. | Belgrade Vukovi       | 8  | 6   | 2   | 190   | 89    |
| 3. | Novi Sad Dukes        | 8  | 5   | 3   | 204   | 115   |
| 4. | Ljubljana Silverhawks | 8  | 2   | 6   | 43    | 175   |
| 5. | Sirmium Legionaries   | 8  | 1   | 7   | 54    | 215   |

## SELAF Bowl
| mjesto  | pobjednik             | rezultat | poraženi        |
| ------- | --------------------- | -------- | --------------- |
| Beograd | Kragujevac Wild Boars | 23:12    | Belgrade Vukovi |

## Poveznice i izvori
- Central European Football League
- european-league.com, rezultati SELAF 2006.  Arhivirana inačica izvorne stranice od 10. kolovoza 2014. (Wayback Machine)
- european-league.com, poredak 2006., wayback arhiva